# Hansahochhaus
Das Hansahochhaus in der Kölner Neustadt-Nord ist eines der ersten Hochhäuser Deutschlands und steht unter Denkmalschutz. Als erstes Hochhaus in Köln wurde 1924–1925 das Bürogebäude im Stil des Expressionismus nach Plänen des Kölner Architekten Jacob Koerfer errichtet. Seine Bauzeit lag mit nur 135 Arbeitstagen noch unter der vergleichbarer amerikanischer Hochhäuser. Bedingt durch Bauunterbrechungen verteilten sie sich über 15 Monate. Der Massivbau mit 17 Geschossen war mit einer Höhe von 65 Metern zum Zeitpunkt der Fertigstellung für kurze Zeit das höchste Haus Europas.

## Entstehungsgeschichte und Lage
Für das Grundstück am Hansaring 97 vereinbarte Koerfer mit der Stadt Köln ein Tauschgeschäft. Er überließ der Stadt einige ihm gehörende Grundstücke, deren Wert mit dem Preis für das Baugrundstück aufgerechnet wurde. Am 11. Januar 1924 unterbreitete Koerfer seine Baupläne für das Hochhaus dem Stadterweiterungsamt. Der Kölner Oberbürgermeister Konrad Adenauer drückte in einem Brief an Jacob Koerfer sein „besonderes Interesse“ an diesem Bau aus und äußerte die Hoffnung, „dass Ihr Wagemut Erfolg haben wird“. Baulich war eine Verkleidung mit einem Mauerwerk aus Klinkern geplant, welches die tragende Struktur aus Stahlbeton vollständig verdeckt. Der „Hansahof“ genannte Baukomplex besitzt eine gesamte überbaute Fläche von 4200 m², wovon 2440 m² auf den Hauptbau, 360 m² auf den Turm und 1400 m² auf den unmittelbar danebenstehenden Saalbau entfallen. Am 25. Oktober 1924 war der Rohbau bereits vollendet. Die Kölner Maschinenfabrik L. Hopmann lieferte einen Paternosteraufzug, der mit 26 Kabinen für je zwei Personen einmal der höchste der Welt war. Der Paternoster hat den untersten Einstieg im ersten Obergeschoss und führt bis in das 14. Obergeschoss. Dieser Rekord wurde erst 1965 beim Bau des Axel-Springer-Hochhauses in Berlin mit 36 Kabinen überboten. Trotz einiger Finanzierungsprobleme und Bauarbeiterstreiks wurde der expressionistische Bau nach nur 15 Monaten Bauzeit im Juni 1925 fertiggestellt.
Den Zweiten Weltkrieg überstand das Hochhaus dank seiner tragenden Stahlbeton-Struktur fast unbeschädigt.
Der Name des Gebäudes bezieht sich auf seine Straßenadresse Hansaring 97, dessen Bezeichnung wiederum an Kölns Mitgliedschaft in der Hanse erinnert. Der Gebäudekomplex des Hansahochhauses, zu dem auch ein angeschlossenes sechsgeschossiges Büro- und Geschäftshaus gehört, befindet sich am Innenstadtring zwischen der Ritterstraße und dem S-Bahnhof Hansaring.

## Technische Details
Der Rohbau aus Stahlbeton ist vollständig verklinkert, was optisch den Eindruck eines in Verbundmauerwerk errichteten Massivbaus erweckt. Die Gebäude mit einer Fassade aus dunkelroten Hartbrandziegeln wurden, ähnlich wie der Kölner Messeturm, im Stil des Klinkerexpressionismus mit angedeuteten Pfeilern, dreieckigen Fensterstürzen und Art-déco-Schlusssteinen gestaltet. Über jedem der spitz zulaufenden Erdgeschossfenstern an den Straßenfronten wurden Skulpturen von Tier- und Menschenköpfen angebracht. Bis zum Zweiten Weltkrieg war die Fassade außerdem mit fünf schlanken Figuren versehen, welche die Kontinente der Erde symbolisierten. Sie waren zwischen den Fensteröffnungen des zweiten Obergeschosses platziert. Die durch Joseph Pabst (1879–1950) und Franz Albermann (1877–1959) geschaffenen Skulpturen sind verschollen. Zum Erreichen der Stockwerke im Hochhaus dienen ein Treppenhaus, ein Aufzug und ein Paternosteraufzug.

## Nutzung
Nach Fertigstellung fand in dem Haus eine Verkaufsausstellung der Frankfurter Automobilmarke Adler Platz. Das in den Hauptbau integrierte Café-Restaurant wurde in Zusammenarbeit von Koerfer mit dem seinerzeit an den Kölner Werkschulen lehrenden Prof. Richard Seewald im Stil des Art déco gestaltet. Der Saalbau an der Ecke der Maybach- zur Ritterstraße (heutiges Parkhaus) wurde zu einem Filmpalast ausgebaut, der 1200 Zuschauern Platz bot. Das zur Phöbus-Emelka-Gruppe gehörende Theater gehörte zu Beginn des Jahres 1930 zu den ersten Kölner Kinos die auch Tonfilme präsentierten. Nach seiner Zerstörung während des Zweiten Weltkriegs unterblieb sein Wiederaufbau.
Der dritte und vierte Stock des Hochhauses dienten zwischen Mai 1944 und Februar 1945 als Behelfslager für Zwangsarbeiter, die vor allem bei der Deutschen Reichsbahn eingesetzt wurden.
In den 50er/60er-Jahren waren im 1. OG die Spedition Schenker und ein Restaurant, im 2. OG die Allianz Transportversicherung, Büros der Stadt Köln mit der VHS (R. 336), dem Ausgleichsamt (R. 304–310, 316–325, 501/10, 521/29, 516/18, 611/13), Germania Judaica (R. 326/28), w-verband bildender künstler (R. 333), Blindenbücherei (R. 329), Abt. Stadtentwässerung des Tiefbauamts (R. 601/04, 623/24, 636) und der Schallplattengroßhandel von Georg Ullrich (R. 622) untergebracht.
Im Jahre 1961 eröffneten die Eheleute Anni und Fritz Waffenschmidt am Hansaring 79–81 auf zunächst 120 Quadratmetern die Saturn Elektro-Handelsgesellschaft m.b.H. & Co. KG, die Unterhaltungselektronik ausschließlich an Diplomaten verkaufte. Hieraus entwickelte sich unter dem Namen Saturn die nach eigenen Angaben „größte Schallplattenschau der Welt“ – mit Abteilungen für Fotografie (Hansafoto), Unterhaltungselektronik und Haushaltstechnik. Im November 1977 zog Saturn mit den meisten Abteilungen in den Komplex des Hansahochhauses. Mittlerweile gehört Saturn zur Media-Saturn-Holding. Das Hansahochhaus trägt seit 1993 ein leuchtendes Saturn-Logo am Dach; jahrzehntelang war es allerdings mit dem weithin sichtbaren Warenzeichen von Klosterfrau versehen.
Bis 2002 befand sich außerdem eine Sendeanlage des WDR auf dem Dach des Hansahochhauses. Es wurden zuletzt die UKW-Frequenzen 98,6 MHz (Radio Köln; 0,4 kW, später WDR 2 Regionalfenster Köln) und 91,8 MHz (WDR 3 Messeradio Köln; 1,0 kW, später mit 10,0 kW zur Hohen Warte bei Engelskirchen verlagert) ausgestrahlt, später auch Deutschlandradio Kultur mit 0,03 kW, gerichtet nach Nordwest auf 89,9 MHz. Nach Fertigstellung des höheren Kölnturms im benachbarten MediaPark wurden die Frequenzen 98,6 MHz (WDR 2) und die 89,9 MHz (D-Kultur) auf einen neuen Antennenmast auf diesem verlagert, wo kurze Zeit später zusätzlich noch die 87,6 MHz mit 0,3 kW für WDR Eins Live aufgeschaltet wurde. Trotz der im Vergleich zum Colonius deutlich geringeren Antennenhöhe und der geringen Sendeleistungen waren die vom Hansahochhaus ausgestrahlten Frequenzen im nördlichen Stadtgebiet in ausreichender Qualität zu empfangen, während die südlichen Stadtteile meist besser vom 50,0 kW starken WDR-Grundnetzsender Bonn-Venusberg versorgt werden.
Im Sommer 2003 zog der private Radio-Sender RPR1 (Rheinland-Pfälzische Rundfunk GmbH & Co. KG) mit seinem Studio Köln vom Olivandenhof am Neumarkt in das Hansahochhaus ein (8. Etage). Im Juli 2007 ist RPR1 allerdings in das Gebäude des „Alten Capitol Kino“ am Hohenzollernring umgezogen. In den Etagen 1–6 befindet sich seit dem Jahr 2008 ein Hotel; für dieses wurden zwei zusätzliche separate Aufzüge eingebaut.
Saturn wandelte die Filiale in diesem Gebäude im Jahr 2020 zum Xperion um, einer Erlebniswelt, die sich aus den Bereichen Gaming, E-Sport und Social Media zusammensetzt.

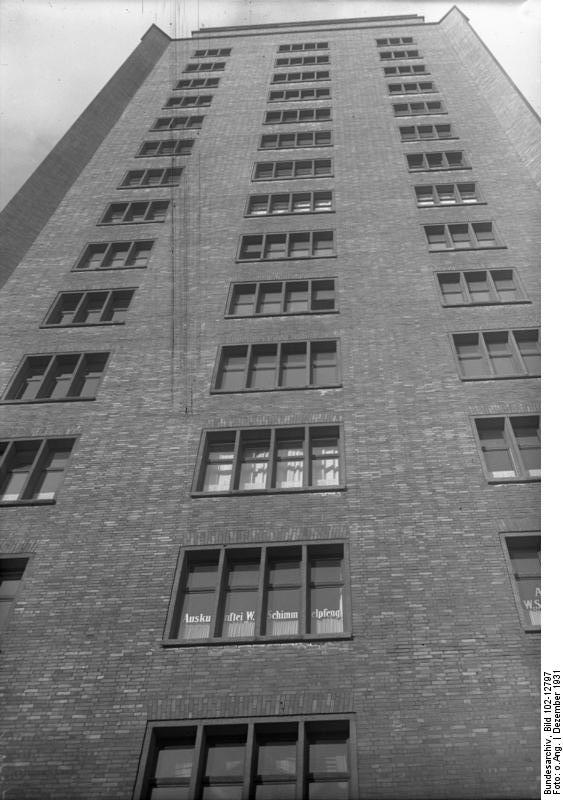
Hansahochhaus 1931
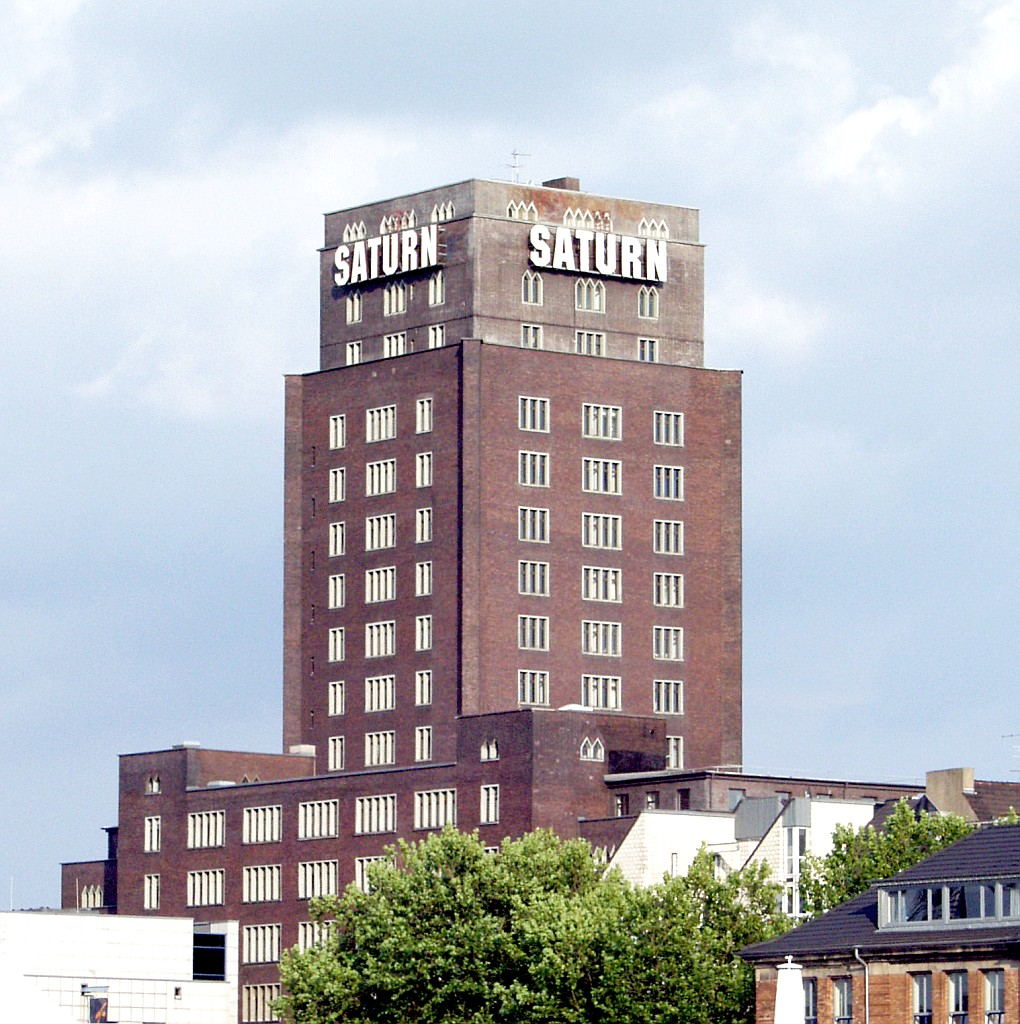
Hansahochhaus
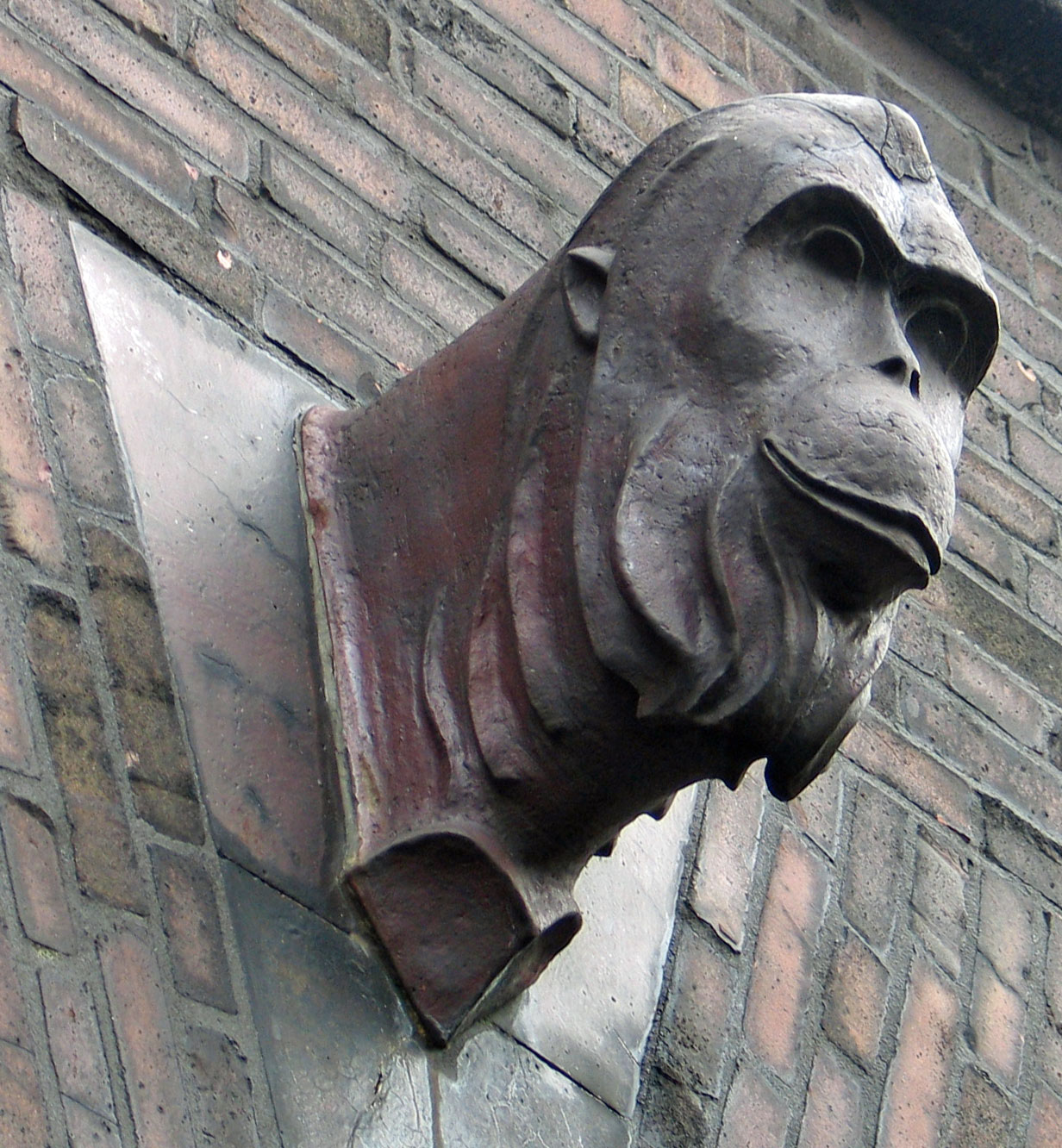
Affenskulptur
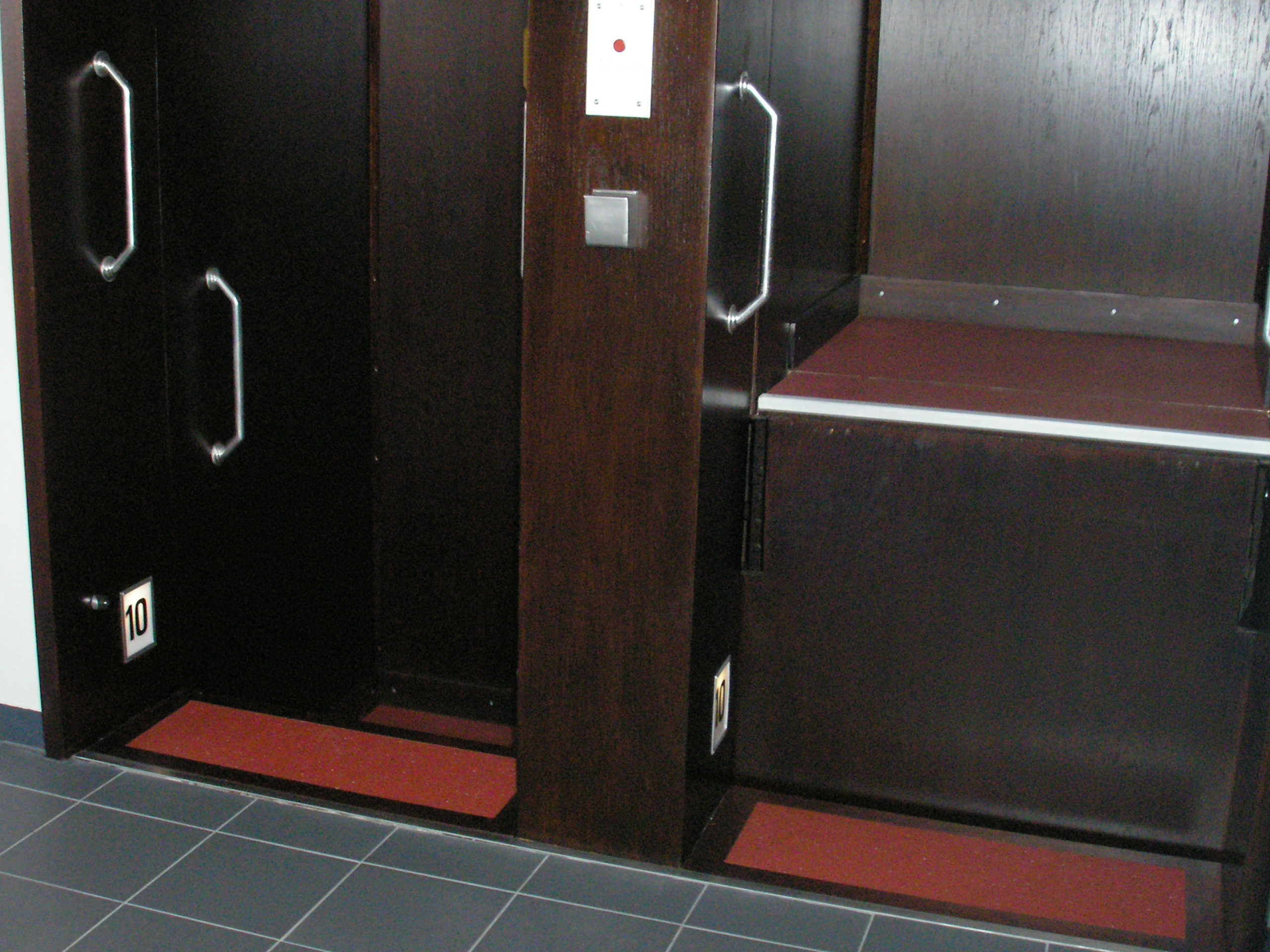
Paternosteraufzug, 10. OG